# Алиев, Нурулла Ариф оглы
Нурулла́ Ари́ф оглы́ Али́ев (азерб. Nurulla Arif oğlu Əliyev; род. 25 сентября 1962, Дербент, Дагестанская АССР, РСФСР, СССР) ― капитан 1-го ранга в запасе, доктор исторических наук, профессор. 

## Биография
Нурулла Алиев родился 25 сентября 1962 года в городе Дербенте Дагестанской АССР. Благотворительного общественного объединения «Дербент» Азербайджанской Республики.

Профессором гуманитарного отдела Военного Научно-Исследовательского Института Национального Университета Обороны.

Профессором отдела «Адъюнктуры и Науки» Военной Академии Вооруженных Сил Азербайджанской Республики.
 
15 марта 2020 года согласно решению Президиума Международной научной академии исследования тюркского мира профессор Нурулла Алиев избран действительным (Академиком) членом академии и награжден статусом почетного члена. Он также за внесенный большой вклад в науку военной истории тюркского мира и заслуги в области подготовки высоко-квалифицированных офицеров был награжден медалью «Международной золотой звезды» данной академии.

Автор и составитель «Большой Энциклопедия Дербента», 10 монографий, 45 книг, 13 учебных пособий, програм и методик, 172 научных статей и публикаций изданных в республике и за рубежом.

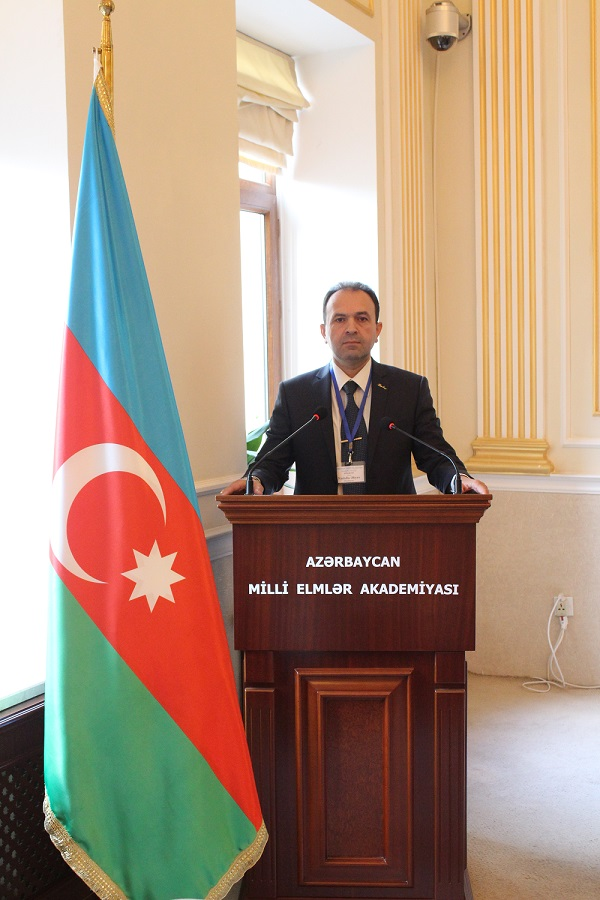
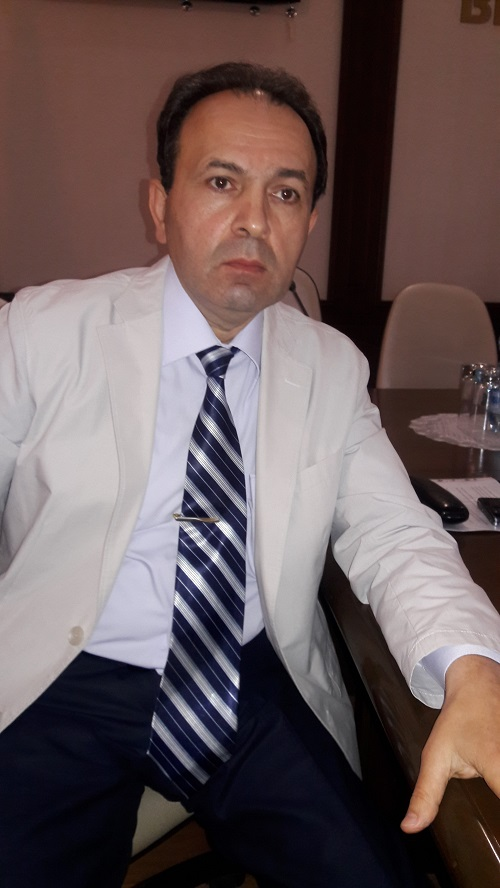
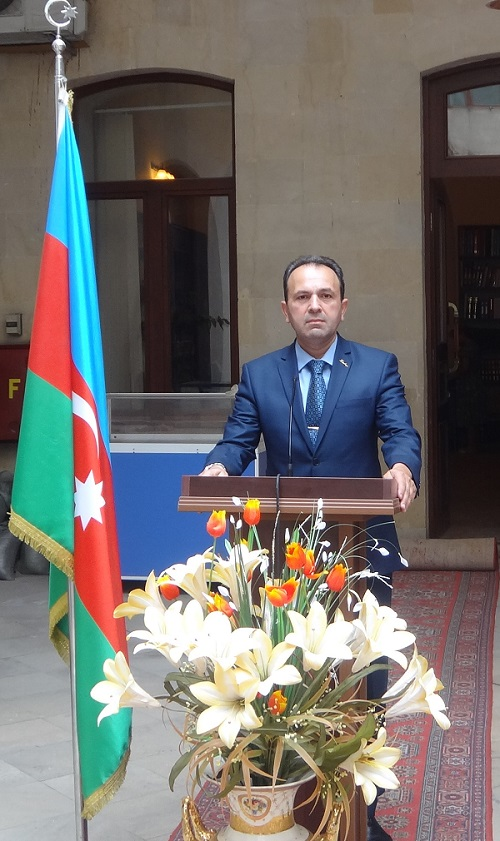
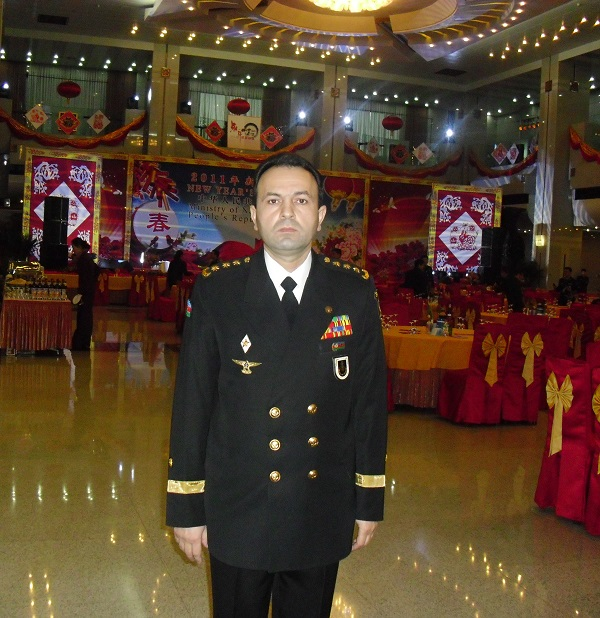

## Научная деятельность
Окончил среднюю школу № 68 Сабунчинского района г. Баку (1969-1977-е гг.) и Бакинскую специализированную военную школу им. Дж. Нахичеванского (1977-1979-е гг.), Киевское высшее военно-морское политическое училище по специальности – военно-политическая, учитель истории и обществоведения (1979-1983-е гг.), Гуманитарную Академию Вооруженных Сил в г. Москва по специальности – военно-педагогическая, оперативно-тактическая Военно-Морского Флота (1990-1993-е гг.), учебный центр Московского Государственного Университета им. Ломоносова по специальности – преподаватель-методист по педагогике и психологии (1992-м г.) и курсов «НАТО – партнерство во имя мира» (2000-м г.).

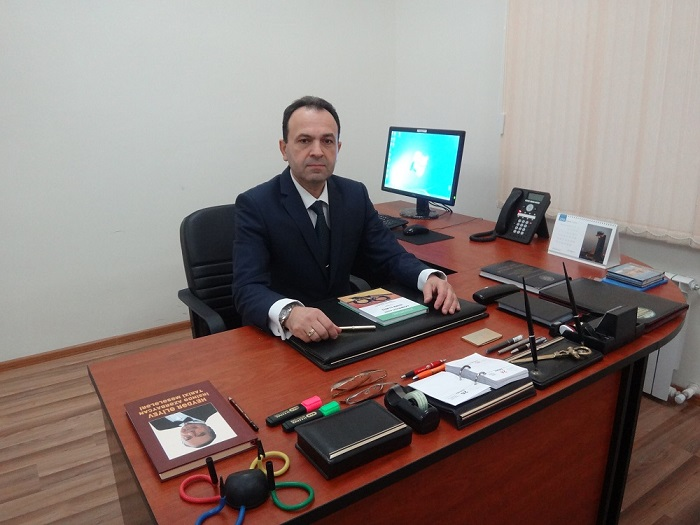

Кандидат исторических наук (2000-м г.), доктор исторических наук (2007-м г.), доцент (2003-м г.), профессор (2018-м г.).

15 марта 2020 года согласно решению Президиума Международной научной академии исследования тюркского мира профессор Нурулла Алиев избран действительным (Академиком) членом академии и награжден статусом почетного члена. Он также за внесенный большой вклад в науку военной истории тюркского мира и заслуги в области подготовки высококвалифицированных офицеров был награжден медалью «Международной золотой звезды» данной академии.

19 ноября 2020 года в городе Ганновере (ФРГ) на состоявшейся очередном заседании Президиума Европейской Академии естественных наук имени Г.В. Лейбница капитан 1-го ранга в запасе, доктор исторических наук, профессор Нурулла Ариф оглы Алиев был избран действительным (Академиком) членом Европейской Академии естественных наук имени Г.В. Лейбница. 

За большой вклад в развитие науки, заслуги в организации научных исследований и в области донесения результатов научных исследований до сведения широкой общественности Нурулла Алиев был награжден Почетной медалью Лейбница академии.

С 1983 года по 1990 год проходил службу на командно-воспитательных должностях в Ленинградской Военно-Морской базе, являлся делегатом Кронштадской районной, Ленинградской городской и областной комсомольской и партийной конференций, съездов Киргизии и т.д. 

С 1992 года по 1995 год служил в органах воспитательной работы от начальника отдела до начальника управления, старший помощник начальника Генерального штаба Вооружеи старшим помощником Министра Обороны Азербайджанской Республики, а также в действующей бригаде в зоне боевых действий. 

С 1995 года по 1997 год являлся заместителем начальника АВВМУ по воспитательной работе. С 1997 года по 2010 год являлся начальником Азербайджанского Высшего Военно-Морского училища, председателем Ученного Совета училища и председателем редакционной коллегии научного сборника училища. С 2010 года по 2015 год являлся Военным Атташе Азербайджанской Республики, аккредитованный в Китайской Народной Республике.
В деле подготовки военно-морских кадров под руководством Н.Алиева впервые было разработано многоступенчатая система военно-морского образования. С 1999 года Азербайджанское Высшее Военно-Морское училище начало осуществлять поэтапный переход учебного процесса на азербайджанский язык в подготовке офицерского и мичманского состава по качественно новой программе обучения (2003 году были усовершенствованы), что соответствовало уровню рязвития Военно-Морских Сил Азербайджанской Республики.

Включен в сборник «Известные люди Дербента», опубликованный обществом «Дербент» в 1994 году г. Баку, «Краткая энциклопедия Дербента», опубликованная издательством «Юпитер» в 2005 году г. Махачкала Дагестанской Республики, сборник «Историки Азербайджана», изданная Институтом Истории имени А.А. Бакиханова Национальной Академии Наук Азербайджана в 2010 году, а также удостоен премией и дипломом общества «Правда о Карабахе» в 2005 году г. Баку, премией и дипломом «Известные ученые Азербайджана XXI века», присужденный в 2004 году со стороны Международного научного центра, дипломом Азербайджанской ассоциации культуры  «Симург» в 2016 году.
 

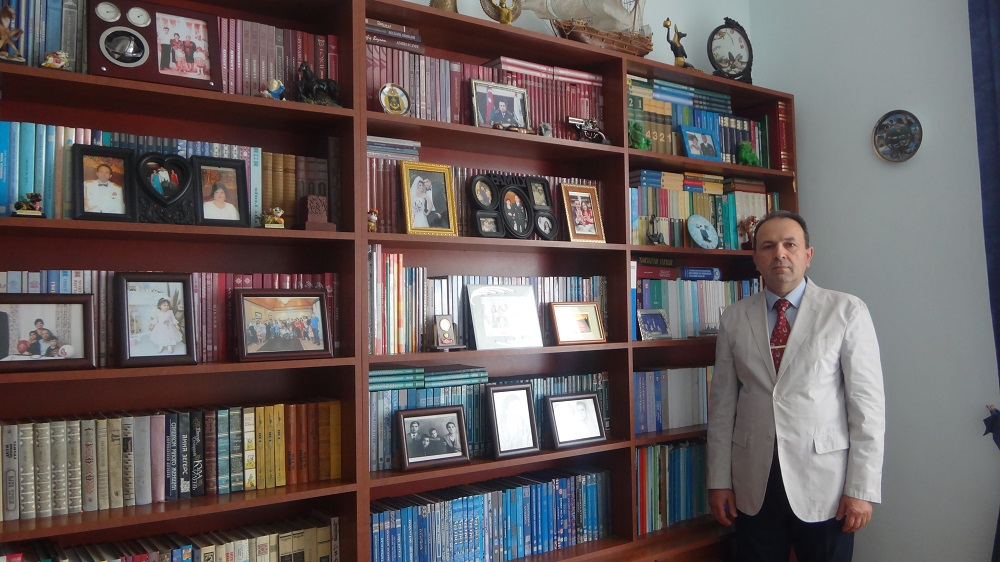

Впервые в отечественной историографии провел исследование всей военно-морской истории Азербайджана, начиная с древнейших времен и до начала XXI века, истории военно-морского образования в Азербайджане 1918-1998-е годы, является инициатором создания в Азербайджане военно-морской терминологии, автор разработки учебных программ и тематических планов по военной и военно-морской истории Азербайджана, истории геополитики Кавказско-Каспийского региона, а также является автором издания 2-х томного учебника по военно-морской истории Азербайджана (на азербайджанском, русском и английском языках), азербайджано-турецкого военно-морского словаря, а также учебных пособий по основным направлениям военно-исторической науки Азербайджана, военной педагогике и психологии.

С 2016 года по 2022 год работал профессором отдела «Адъюнктуры и Науки» Военной Академии Вооруженных Сил Азербайджанской Республики. 

С 2022 года по настоящее время работает профессором гуманитарного отдела Военного Научно-Исследовательского Института Национального Университета Обороны. 

С 2016 года по настоящее время является председателем Благотворительного общественного объединения «Дербент» Азербайджанской Республики. 

С 2016 года Нурулла Алиев избран членом союза общественного объединения историков Азербайджана, Национального Благотворительного Фонда «Деде Горгуд» и Азербайджанской ассоциации культуры «Симург».

23 апреля 2019 года Нурулла Алиев избран почетным членом общества военной истории Грузии. Распоряжением Председателя Общества военной истории Грузии № 15 от 23 июня 2019 года: За особые заслуги в деле укрепления азербайджано-грузинских отношений в военной сфере и в связи со 100-летием со дня установления военно-дипломатических отношений между Азербайджаном и Грузией, капитан 1-го ранга в запасе Нурулла Алиев был избран постоянным членом Совета советников общества с присвоением специального звания – Главный Советник!

2019-2022-е годы являлся членом и секретарем диссертационного совета действующая при Военной Академии Вооруженных Сил Высшей Аттестационной Комиссии при Президенте Азербайджанской Республики.

Впервые в отечественной историографии провел исследование военной истории Азербайджана, начиная с древнейших времен и до начала XVIII вв. В 2017 году данная научная работа была представлена на конкурс Фонда Научного развития при Президенте  Азербайджанской Республики и в 2018 году по результатам конкурса объявлен его победителем. Является автором издания  2-х томной монографии по военной истории Азербайджана (на азербайджанском, русском и английском языках) (2017-м г.), «Большой Энциклопедии Дербента» (2018-м г.), История азербайджано-грузинского военного сотрудничества в 1918-1921-е гг. (2019-м г.), История военно-фортификационных сооружений Азербайджана в древние и средние века (2020-м г.), Победа Азербайджана в Отечественной войне (2021-м г.), Военное образование в Азербайджане. Исторические очерки (2021-м г.) и др научных работ.
Нурулла Алиев является организатором подготовки книг, учебных пособий и научно-методических материалов на азербайджанском языке, по различным направлениям военно-морских дисциплин, а также огромные усилия приложил их публикации и использовании их в учебном процессе. Опубликованные научные труды и обобщенный им материал вошли в седьмой том  «История Азербайджана» (2010-м г.), «Историки Азербайджана» (2010-м г.), а также книги «Краткая энциклопедия г. Дербента» изданная во втором издании, где он является научным редактором.

Научные статьи Н.Алиева регулярно публикуются на страницах периодической печати и научных журналах “Известия Национальной Академии Наук Азербайджана. Серия истории, философии и права” (г.Баку), “Milli təhlükəsizlik və hərbi elmlər” (г.Баку), “История и его проблемы” (г.Баку), "Strateji təhlil" (г.Баку), “Нərbi bilik” (г.Баку), “Deniz  Kuvvetleri” (г.Анкара), “Van Yüzüncü Yil Üniversitesi Sosial Bilimler Enstitüsü Dergisi” (г.Ван, Турция), “Akademik Tarih ve Düşünce Dergisi” (г. Анкара, Турция), “Военно-Исторический журнал России” (г. Москва), “Journal of Defence Resources Management” (Braşov-Ruminiya), “Сборник, Служебна Бележка” (г. София, Болгария), “Spirit time”, “NG Verlag”, Dunckerstrabe (г. Берлин, Германия), “Сolloquium-journal”, Wydrukowano w, Chocimska (г. Варшава, Польша), “Sciences of Europe” (г. Прага, Чешская Республика), «Ингушетия в контексте научных проблем и перспектив изучения Кавказа” (г. [[Магас]]), “Государство и право народов Кавказа” (г. Maxaчкала) и др.

Нурулла Алиев в истории Вооруженных Сил Азербайджанской Республики является офицером, имеющий высшее военное образование впервые защитивший научную диссертацию и получивший научную степень доктора исторических наук в период независимости  Азербайджана. Автор и составитель «Большой Энциклопедия Дербента», 10 монографий, 45 книг, 13 учебных пособий, програм и методик, 172 научных статей и публикаций изданных в республике и за рубежом.

За заслуги проявленные в воинской службе награжден 10 (десятью) правительственными медалями Советского Союза и 10 (десятью) медалями Азербайджанской Республики, почетными грамотами, юбилейным знаком ЦК ВЛКСМ и Почетным знаком «Воинская доблесть». 

В составе государственной делегации Азербайджана принимал участие в официальных визитах в Турецкую Республику, США, КНР, Россию, Грузию, Казахстан и другие зарубежные государства.

Является участником инаугурации Президента Азербайджанской Республики Гейдар Алирза оглу Алиева (1993-м г., 1998-м г.), Ильхам Гейдар оглу Алиева (2003-м г.), делегатом I-го (2001-м г.), II-го (2000-м г.) и III-го (2003-м г.) форумов молодежи Азербайджана, а также один из организаторов проведении «Венского бала» в г. Баку (2004-м г., 2005-м г.). 

Ветеран войны Азербайджанской Республики (1997-го г.) и Вооруженных Сил Азербайджанской Республики (2003-го г.). 

Капитан 1-го ранга (c 1995-го по 2015-й гг.) в запасе.

## Библиотека

### Азербайджанская Национальная Библиотека имени М.Ф.Ахундзаде
- Кавказско-Каспийский регион в стратегических планах Англии в 1918-1919 гг.
- Военно-стратегическое значение Дербента в древности и средневековье.
- Подготовка кадров для военно-морских сил в Азербайджане (1918-1997-е годы).
- Восточные особенности западной шахматной доски (учебное-пособие): Китай и геополитическое соперничество на Каспийском и Азиатско-тихоокеанском регионах.
- Победа Азербайджана в Отечественной войне.
- Военная история Азербайджана с древнего периода до XVIII вв.
- Подготовлена программа по военной истории Азербайджана для высших учебных заведений специального назначения.
- Вышла в свет первая книга многотомника «Военная история Азербайджана».
- Состоялась презентация «Большой энциклопедии Дербента».
- Азербайджанский ученый избран действительным членом Европейской академии естественных наук.
- Вышла в свет книга о военно-морских аспектах в деятельности Азербайджанской Демократической Республики.
- Издана книга “Победа Азербайджана в Отечественной войне”, подготовленная в Военной академии вооруженных сил.
- Вышла в свет книга «Военное образование в Азербайджане» (исторические очерки).
- Вышла в свет книга «Дербент» (исторические очерки).
- Исследовательская работа, проводимая в Военной Академии, проливает свет на темные страницы нашей военной истории.
- Состоялось расширенное заседание правления Благотворительного общественного объединения «Дербент».
- Генерал-лейтенанту Гусейну Расулбекову принадлежит особое место в военной истории и развитии службы связи Азербайджана.
- Исторические судьбы Азербайджана неразрывно связаны с Каспием.
- Состоялось общее собрание благотворительного общественного объединения «Дербент».
- Народ Дагестана никогда не забудет неоценимые заслуги видного государственного деятеля Азиза Алиева.
- Своевременно изданная нужная книга.
- Память о славной истории.
- Исторические аспекты становления азербайджано-грузинских отношений в военной сфере.
- Объединяющий фактор (Исторические аспекты становления азербайджано-грузинских отношений в военной сфере).

#### Электронный каталог - 1 стр.
- Азербайджанцы в обороне Брест-Литовской крепости.
- Подготовка кадров для военно-морских сил в Азербайджане (1918-1997-е годы).
- Военно-морская история Азербайджана.
- Восточные особенности западной шахматной доски (Китай и геополитическое соперничество на Каспийском и Азиатско-тихоокеанском регионах).
- Исторические аспекты становления БВВМУ.
- Давид Пашаев. Без грифа "Секретно" (страницы жизни и трудовой деятельности Давида Пашаева).
- Военная история Азербайджана (программа для высших гуманитарных и образовательных учреждений специального назначения).
- Военная история Азербайджана

#### Электронный каталог - 2 стр.
- Геополитика в Кавказско-Каспийском регионе и Азербайджан.
- Геополитика мировых войн XX века и Кавказско-Каспийский регион (геоисторические очерки).
- Военная Академия Вооруженных Сил Азерб. Респ.
- Основные методы исследований военно-исторической науки (учебное пособие).
- Военное дело и военное искусство в Азербайджане с древнего периода до XVI в.
- Становление Азербайджано-Грузинских отношений в военной сфере (исторический очерк): Книга посвящена 100-летию со дня установления военно-дипломатических отношений между Азербайджаном и Грузией.
- Военная история Азербайджана с древнего периода до XVIII вв.
- Военная история Азербайджана
- Азербайджан и Кавказско-Каспийский регион в период второй мировой войны (1939-1945) (книга посвящена 80 летию со дня начала второй мировой войны и 75 летию победы в Великой Отечественной)войне)

### Управление Делами Президента Азербайджанской Республики Президентская Библиотека
База данных «Электронные книги» Президентской Библиотеки Управления делами Президента Азербайджанской Республики - это Электронная Библиотека, где собраны электронные варианты изданий по истории, экономике, культуре Азербайджана, также по различным областям науки.
- Военная история Азербайджана: Ч.I: Военно-исторические события в Азербайджане в древний период.
- Военная история Азербайджана: Ч.II: Военное дело и военное искусство в Азербайджане в III - XV вв.
- Азербайджан и Кавказско-Каспийский регион в период Второй мировой войны

## Публикации
Издана очередная книга о военной истории Азербайджана (15 мая, 2023-го года)
Военное строительство в Азербайджанской армии 1919-1920 гг (31 мая 2023)
Конница в войнах древнего Азербайджана (V–IV вв. до н.э.) (21 июля, 2023-го года)
Военная история Азербайджана (C древнего периода до начало XX века) adlı monoqrafiya – Bakı:  AFpoliqrAF, – 2023, – 976 səh.  
Воины Азербайджана — герои земли белорусской